# InfraRecorder
InfraRecorder – otwartoźródłowy program do nagrywania płyt CD/DVD dla systemów Microsoft Windows.
Umożliwia wypalanie płyt z danymi, płyt audio, płyt wideo oraz kopiowanie nośników. Program jest wyposażony również w obsługę obrazów dyskowych, które potrafi tworzyć i nagrywać na nośnik.
Główne okno programu zawiera listę dostępnych funkcji, a właściwe zadania są realizowane w odrębnych oknach. Okno programu przy tworzeniu kompilacji składa się z przeglądarki plików, która umożliwia przeglądanie treści zapisanych na dyskach komputera oraz przenoszenie wybranych plików do ostatecznej kompilacji. Aplikacja obsługuje metodę „przeciągnij i upuść”.
Prace nad programem rozpoczął Christian Kindahl podczas Google Summer of Code w 2006. InfraRecorder używa biblioteki cdrtools do przeprowadzenia rzeczywistego wypalania danych na płytę. Od wersji 0.46 InfraRecorder jest wydany na licencji GNU GPL 3.
Portal Cnet ocenił InfraRecorder jako najlepszy darmowy program do wypalania płyt CD/DVD będący alternatywą dla oprogramowania komercyjnego.